# Isola di Molino
L'isola di Molino è un isolotto del mar di Sardegna situato nella Sardegna settentrionale, prospiciente l'abitato di Castelsardo a cui appartiene amministrativamente.